# Revue thomiste
Revue thomiste è una rivista accademica trimestrale di teologia cattolica e filosofia tomista in lingua francese.
Il periodico pubblicò gli articoli di Étienne Gilson e Jacques Maritain, esponenti di spicco del neotomismo.

## Storia
Fu fondata nel marzo 1893 dai padri domenicani Marie Thomas Coconnier, Ambroise Gardeil e Pierre Mandonnet, col supporto di padre Marie-Joseph Lagrange, fondatore di Revue biblique. L'iniziativa nacque su impulso dell'appello contenuto nell'enciclica Æterni Patris di Papa Leone XIII, che invitava a ricostituire la filosofia tomista arrichita dai nuovi strumenti della modernità:
(Papa Leone XIII, enciclica Aeterni Patris, 1879)
La Bibliothèque de la Revue thomiste fu pubblicata dal 1938 al 1970 dalla casa editrice Desclée de Brouwer, e, a partire dal 2004, dalle edizioni Parole et Silence.

## Direttori
La rivista è stata diretta dai seguenti padri domenicani:
- 1893 - 1908: Marie Thomas Coconnier, o.p.
- 1908 - 1920: Ambroise Montagne, o.p.
- 1920 - 1923: Raymond Cathala, o.p.
- 1924 - 1925: André Gigon, o.p.
- 1926 - 1928: Marie-Vincent Bernadot, o.p.
- 1928 - 1929: Marie-François Cazes, o.p.
- 1930 - 1936: Paul Aune, o.p.
- 1936 - 1954: Marie-Michel Labourdette, o.p.
- 1954 - 1990: Marie-Vincent Leroy, o.p.
- 1991 - 2009: Serge-Thomas Bonino, o.p.
- 2009 - 2010: Emmanuel Perrier, o.p.
- 2011 - 2012: Serge-Thomas Bonin], o.p.
- settembre 2012: Philippe-Marie Margelidon, o.p.